# Júlio Hatchwell
Júlio Hatchwell é um violonista concertista, pianista, poeta e compositor clássico, erudito e popular brasileiro, nascido em Maués, Amazonas.

## Biografia
Nasceu na cidade de Maués em 23 de dezembro de 1960, com especial dom para a arte da música. Ainda menino começou a tocar violão, inspirado por Dilermando Reis, vindo a tornar-se um exímio violonista concertista, pianista, compositor e poeta, talento este último herdado do pai.
Em 1968, aos 8 anos de idade, escreve sua primeira poesia inspirado na ausência de sua mãe, falecida em 1962, quando Júlio Hatchwell tinha apenas 1 ano e 7 meses de idade. Nesse período já iniciava seus primeiros contatos com a música, acompanhando os saraus realizados em sua casa.
Autodidata, motivou-se a aprender violão, e começou a tocar profissionalmente aos 11 anos de idade, integrando bandas de sua cidade. Aos 15, em busca de oportunidades, mudou-se para o Mato Grosso do Sul, onde ministrou aulas de violão em Miranda e Campo Grande e integrou a conhecida banda do Zé Pretinho, homenageado por Jorge Ben Jor.
Em 1983, aos 22 anos, iniciou suas primeiras composições, tornando-se conhecido em Manaus como tecladista, apresentando-se em diversos eventos sociais. Em 1986 Júlio Hatchwell estreia seu programa de televisão junto a Rede Amazônica, intitulado Júlio Hatchwell e seu Teclado de Ouro, interpretando obras ao vivo.
Em 1988 Júlio grava seu primeiro disco, "Mágica do amor". No repertório, duas músicas foram as mais tocadas nas rádios de Manaus na época.
Em 1990 viajou para a Europa, passando por nove países, como França, Holanda, Bélgica, Itália, Suíça e Alemanha, apresentando-se ao violão, sendo muito aplaudido, embora anônimo.
Em 1991 Hatchwell apresenta-se pela primeira vez no Teatro Amazonas, em recital solo ao violão. No mesmo ano compõe a Sonata da Vida, composição orquestrada em homenagem ao bicentenário do falecimento de Mozart.
Residiu na cidade de Fortaleza, por três anos, onde estudou com o musicólogo cearense José Vasconcelos. Ainda em Fortaleza, estudou regência avançada no Conservatório de Música Alberto Nepumoceno, curso ministrado pelo Maestro Orlando Leite, aluno de Villa Lobos. Neste período, Júlio dedica-se à composição e cria diversas obras clássicas como quartetos, quintetos, sinfonias, concertos e, ainda, música popular.
Em Fortaleza, teve oportunidade de conhecer músicos locais de grande expressão, tais como Marcos Façanha, Rogério Felismino, Paulo Façanha, Marcílio Homem e a pianista cearense Duda di Cavalcanti.
Esta fase foi marcada por inúmeras composições eruditas, integrando um grande acervo de composições, entre músicas clássicas (quartetos, sinfonias, concertos para piano e orquestra, entre outros), músicas populares, choros, jazz, blues, religiosas, hinos e peças para coral e orquestra, devidamente registradas na Biblioteca Nacional.
Em 1994, fundou a Escola de Música Júlio Hatchwell, onde leciona piano e violão, nas modalidades clássica e popular, além de cursos de técnica vocal, tendo importante papel na educação musical de Manaus.
Apesar de ser conhecido na Região Norte como um grande pianista, Júlio Hatchwell também é um exímio Violonista e apresentou um concerto solo ao violão no Teatro Amazonas em Outubro de 2017, onde executou obras dos mais variados estilos, como flamenco, samba, temas de filmes, etc., prestando também homenagem a compositores como Ernesto Nazareth, João Pernambuco e Heitor Villa-Lobos.

## Composições
Em seu acervo de composições destacam-se: músicas clássicas (quartetos, sinfonias, concertos para piano e orquestra, entre outros), músicas populares (de vários gêneros musicais), MPB, sambas, choros, jazz, blues, religiosas, românticas, hinos e peças para coral e orquestra.
Também dispõe duma vasta gama de composições religiosas, dentre as quais se destacam o Hino de Nossa Senhora de Lourdes e o Hino ao Centenário de Nossa Senhora de Nazaré, além de duas missas completas, compondo, ainda, outras peças para diversos instrumentos solo (piano, violão, violino, flauta, etc) e para orquestra.
Duas de suas composições clássicas, O Verão Amazônico e O Inverno Amazônico, fizeram parte do Concerto Estações, apresentado no Teatro Amazonas no ano de 2015.
Uma de suas sinfonias, Sinfonia Amazônica: O Desbravamento do Novo Mundo, foi apresentada pela Orquestra de Câmara do Amazonas no mesmo teatro.

## Ativismo
Hatchwell também expressa em grande parte de sua obra as belezas da Fauna e Flora Amazônicas, apresentando-se como "defensor da Amazônia," seja em músicas clássicas que representam o "despertar da floresta," ou o "canto dos pássaros," seja em músicas populares que buscam conscientizar o mundo a cerca do desmatamento, derrubadas e queimadas que destroem a Floresta Amazônica e toda a forma de vida que nela habita, bem como sobre a preservação da maior biodiversidade do mundo, das quais já foram lançadas:
- Amazônia: Postal do Brasil;
- Amazônia: O verde do mapa;
- Concerto Estações Amazônicas; e
- Sinfonia Amazônica: O Desbravamento do Novo Mundo, que retrata a chegada dos europeus às Américas.

Como compositor, também não deixa de retratar em seu trabalho a vida do povo amazônico, em sua cultura, lendas e belezas, homenageando também diversos municípios do Amazonas com hinos dedicados a eles, como o Hino à Maués, Hino à Parintins, Hino à Coari, entre outros.